# Simulium fuscinervis
Simulium fuscinervis är en tvåvingeart som beskrevs av Edwards 1933. Simulium fuscinervis ingår i släktet Simulium och familjen knott.
Artens utbredningsområde är Sabah. Inga underarter finns listade i Catalogue of Life.